# マルチメッセンジャー天文学
マルチメッセンジャー天文学(multi-messenger astronomy)とは、電磁波や重力波、ニュートリノ、宇宙線などを協調して観測することで行う天文学である。それぞれが異なる発生メカニズムを持っているため、これらの観測結果を総合することで発生源の正体に迫ることが可能である。
マルチメッセンジャー天文学の対象として想定されるのは、ブラックホール連星や中性子星連星、超新星爆発、特殊な中性子星、ガンマ線バースト、活動銀河核および高エネルギージェットである。
ある「メッセンジャー」では検出されたが別の「メッセンジャー」では検出されなかった、という情報も、発生源の性質を調べるためには有用である。

## 観測ネットワークの例
1999年にブルックヘブン国立研究所で設立された超新星早期警報システムは、複数のニュートリノ検出器からの情報を総合して超新星爆発の速報を出すためのネットワークである。
2013年にペンシルバニア州立大学が主体となって設立されたAstrophysical Multimessenger Observatory Network (AMON)は、複数観測所のデータを即時に処理することで実効的に感度を向上させ、個々の望遠鏡では検出限界以下しかない信号を捉えようとする野心的な試みである。
日本のJ-GEM（Japanese Collaboration for Gravitational-Wave Electro-Magnetic Follow-up）は、日本の大学・研究機関が運用する光学赤外線望遠鏡・電波望遠鏡などを組み合わせ、重力波検出の速報に対応してその電磁波対応天体を検出・観測しようとするネットワークである。中性子星連星の合体による重力波GW170817に対しては、国立天文台が運用するすばる望遠鏡や名古屋大学などが南アフリカに設置したIRSF望遠鏡によって対応天体の観測に成功し、中性子星連星の合体による重元素合成過程を明らかにし、これがr過程であることを捉えた。。

## マルチメッセンジャー天文学の成果
- 1987年：超新星1987Aが発生。光学望遠鏡の他、ニュートリノ検出器カミオカンデ、アーバイン＝ミシガン＝ブルックヘブンなどでニュートリノが検出された。
- 2017年：銀河NGC 4993で起きた中性子星連星の合体により、重力波GW170817が発生。重力波望遠鏡LIGO、Virgoによって重力波が検出された。その1.7秒後にフェルミガンマ線宇宙望遠鏡とインテグラルによってガンマ線バーストGRB 170817Aが発見された[4]。さらに11時間後、ラスカンパナス天文台によって光学対応天体が同定された。ハッブル宇宙望遠鏡やチャンドラX線宇宙望遠鏡の他、多くの地上光学・電波望遠鏡でも対応天体の観測に成功した。重力波源の電磁波対応天体が観測されたのはこれが初めてのことであり、マルチメッセンジャー天文学の大きな一歩といえる。なお、この現象に伴うニュートリノは検出されていない。